# Dzierzążnia
Dzierzążnia è un comune rurale polacco del distretto di Płońsk, nel voivodato della Masovia.
Ricopre una superficie di 102,1 km² e nel 2004 contava 3 935 abitanti.